# Pro Bowl 2003
Match précédent Match suivant
Le AFC-NFC Pro Bowl 2003 est le Match des étoiles de football américain de la National Football League pour la saison 2002. Il se joue au Aloha Stadium d'Honolulu le 2 février 2003 entre les meilleurs joueurs des deux conférences de la NFL, la National Football Conference et l'American Football Conference. La rencontre est remportée sur le score de 45 à 23 par l'équipe représentant l'American Football Conference.

## Équipe de l'AFC
C'est Jeff Fisher, entraîneur principal des Titans du Tennessee qui dirigera l'équipe de l'AFC.

### Attaque
| Position         | Titulaires                                       | Réserves                                                     | Remplaçants               |
| ---------------- | ------------------------------------------------ | ------------------------------------------------------------ | ------------------------- |
| Quarterback      | 12 Rich Gannon, Raiders                          | 11 Drew Bledsoe, Bills 18 Peyton Manning, Colts              |                           |
| Running back     | 31 Priest Holmes, Chiefs                         | 34 Ricky Williams, Dolphins 21 LaDainian Tomlinson, Chargers | 20 Travis Henry, Bills    |
| Fullback         | 41 Lorenzo Neal, Bengals                         |                                                              |                           |
| Wide receiver    | 88 Marvin Harrison, Colts 80 Jerry Rice, Raiders | 80 Eric Moulds, Bills 86 Hines Ward, Steelers                |                           |
| Tight end        | 88 Tony Gonzalez, Chiefs                         | 86 Todd Heap, Ravens                                         |                           |
| Offensive tackle | 75 Jonathan Ogden, Ravens 77 Willie Roaf, Chiefs | 72 Lincoln Kennedy, Raiders                                  |                           |
| Offensive guard  | 66 Alan Faneca, Steelers 68 Will Shields, Chiefs | 79 Ruben Brown, Bills                                        |                           |
| Center           | 68 Kevin Mawae, Jets                             | 63 Barret Robbins, Raiders                                   | 65 Damien Woody, Patriots |

### Défense
| Position           | Titulaires                                          | Réserves                                      | Remplaçants                 |
| ------------------ | --------------------------------------------------- | --------------------------------------------- | --------------------------- |
| Defensive end      | 93 Trevor Pryce, Broncos 99 Jason Taylor, Dolphins  | 94 John Abraham, Jets 93 Kevin Carter, Titans |                             |
| Defensive tackle   | 93 Richard Seymour, Patriots 96 Gary Walker, Texans | 95 Tim Bowens, Dolphins                       |                             |
| Outside linebacker | 55 Joey Porter, Steelers 55 Junior Seau, Chargers   | 58 Peter Boulware, Ravens                     | 92 Jason Gildon, Steelers   |
| Inside linebacker  | 54 Zach Thomas, Dolphins                            | 56 Al Wilson, Broncos                         | 59 Donnie Edwards, Chargers |
| Cornerback         | 31 Aaron Glenn, Texans 23 Patrick Surtain, Dolphins | 24 Ty Law, Patriots                           | 29 Sam Madison, Dolphins    |
| Free safety        | 26 Rod Woodson, Raiders                             | 31 Brock Marion, Dolphins                     |                             |
| Strong safety      | 36 Lawyer Milloy, Patriots                          |                                               |                             |

### Équipes spéciales
| Position            | Titulaires                 | Réserves | Remplaçants |
| ------------------- | -------------------------- | -------- | ----------- |
| Punter              | 2 Chris Hanson, Jaguars    |          |             |
| Placekicker         | 4 Adam Vinatieri, Patriots |          |             |
| Kick returner       | 82 Dante Hall, Chiefs      |          |             |
| Special teamer (en) | 53 Larry Izzo, Patriots    |          |             |

## Equipe de la NFC
C'est Andy Reid, entraîneur principal des Eagles de Philadelphie qui dirigera l'équipe de l'NFC.

### Attaque
| Position         | Titulaires                                      | Réserves                                        | Remplaçants                                          |
| ---------------- | ----------------------------------------------- | ----------------------------------------------- | ---------------------------------------------------- |
| Quarterback      | 4 Brett Favre, Packers                          | 5 Jeff Garcia, 49ers 7 Michael Vick, Falcons    | 5 Donovan McNabb, Eagles 14 Brad Johnson, Buccaneers |
| Running back     | 26 Deuce McAllister, Saints                     | 28 Marshall Faulk, Rams 30 Ahman Green, Packers | 23 Michael Bennett, Vikings                          |
| Fullback         | 40 Mike Alstott, Buccaneers                     |                                                 |                                                      |
| Wide receiver    | 87 Joe Horn, Saints 81 Terrell Owens, 49ers     | 86 Marty Booker, Bears 84 Randy Moss, Vikings   | 80 Donald Driver, Packers                            |
| Tight end        | 88 Bubba Franks, Packers                        | 80 Jeremy Shockey, Giants                       | 89 Chad Lewis, Eagles                                |
| Offensive tackle | 72 Tra Thomas, Eagles 71 Walter Jones, Seahawks | 76 Orlando Pace, Rams                           | 69 Jon Runyan, Eagles 60 Chris Samuels, Redskins     |
| Offensive guard  | 68 Jermane Mayberry, Eagles 65 Ron Stone, 49ers | 62 Marco Rivera, Packers                        |                                                      |
| Center           | 57 Olin Kreutz, Bears                           | 62 Jeremy Newberry, 49ers                       |                                                      |

### Défense
| Position           | Titulaires                                                 | Réserves                   | Remplaçants                    |
| ------------------ | ---------------------------------------------------------- | -------------------------- | ------------------------------ |
| Defensive end      | 97 Simeon Rice, Buccaneers 92 Michael Strahan, Giants      | 53 Hugh Douglas, Eagles    |                                |
| Defensive tackle   | 97 La'Roi Glover, Cowboys 99 Warren Sapp, Buccaneers       | 97 Bryant Young, 49ers     | 77 Kris Jenkins, Panthers      |
| Outside linebacker | 56 LaVar Arrington, Redskins 55 Derrick Brooks, Buccaneers | 98 Julian Peterson, 49ers  |                                |
| Inside linebacker  | 54 Brian Urlacher, Bears                                   | 56 Keith Brooking, Falcons | 54 Shelton Quarles, Buccaneers |
| Cornerback         | 24 Champ Bailey, Redskins 23 Troy Vincent, Eagles          | 21 Bobby Taylor, Eagles    |                                |
| Free safety        | 42 Darren Sharper, Packers                                 | 20 Brian Dawkins, Eagles   |                                |
| Strong safety      | 47 John Lynch, Buccaneers                                  |                            |                                |

### Équipes spéciales
| Position            | Titulaires                  | Réserves | Remplaçants |
| ------------------- | --------------------------- | -------- | ----------- |
| Punter              | 10 Todd Sauerbrun, Panthers |          |             |
| Placekicker         | 2 David Akers, Eagles       |          |             |
| Kick returner       | 84 Michael Lewis, Saints    |          |             |
| Special teamer (en) | 25 Fred McAfee, Saints      |          |             |

Notes :
a Remplacé en sélection à la suite d'une blessure ou désistement
b Joueur blessé; sélectionné mais n'a pas joué
c Titulaire remplacé; sélectionné comme réserve

## Sélections par équipe
| Équipe AFC                         | Sélections | Équipe NFC                    | Sélections |
| ---------------------------------- | ---------- | ----------------------------- | ---------- |
| Dolphins de Miami                  | 7          | Eagles de Philadelphie        | 10         |
| Patriots de la Nouvelle-Angleterre | 6          | Buccaneers de Tampa Bay       | 6          |
| Chiefs de Kansas City              | 5          | Packers de Green Bay          | 6          |
| Raiders d'Oakland                  | 5          | 49ers de San Francisco        | 6          |
| Steelers de Pittsburgh             | 4          | Saints de La Nouvelle-Orléans | 4          |
| Bills de Buffalo                   | 4          | Bears de Chicago              | 3          |
| Ravens de Baltimore                | 3          | Redskins de Washington        | 3          |
| Chargers de San Diego              | 3          | Panthers de la Caroline       | 2          |
| Broncos de Denver                  | 2          | Rams de Saint-Louis           | 2          |
| Jets de New York                   | 2          | Vikings du Minnesota          | 2          |
| Texans de Houston                  | 2          | Giants de New York            | 2          |
| Colts d'Indianapolis               | 2          | Falcons d'Atlanta             | 2          |
| Bengals de Cincinnati              | 1          | Cowboys de Dallas             | 1          |
| Jaguars de Jacksonville            | 1          | Seahawks de Seattle           | 1          |
| Titans du Tennessee                | 1          | Cardinals de l'Arizona        | 0          |
| Browns de Cleveland                | 0          | Lions de Détroit              | 0          |